# Slittino ai II Giochi olimpici giovanili invernali - Doppio

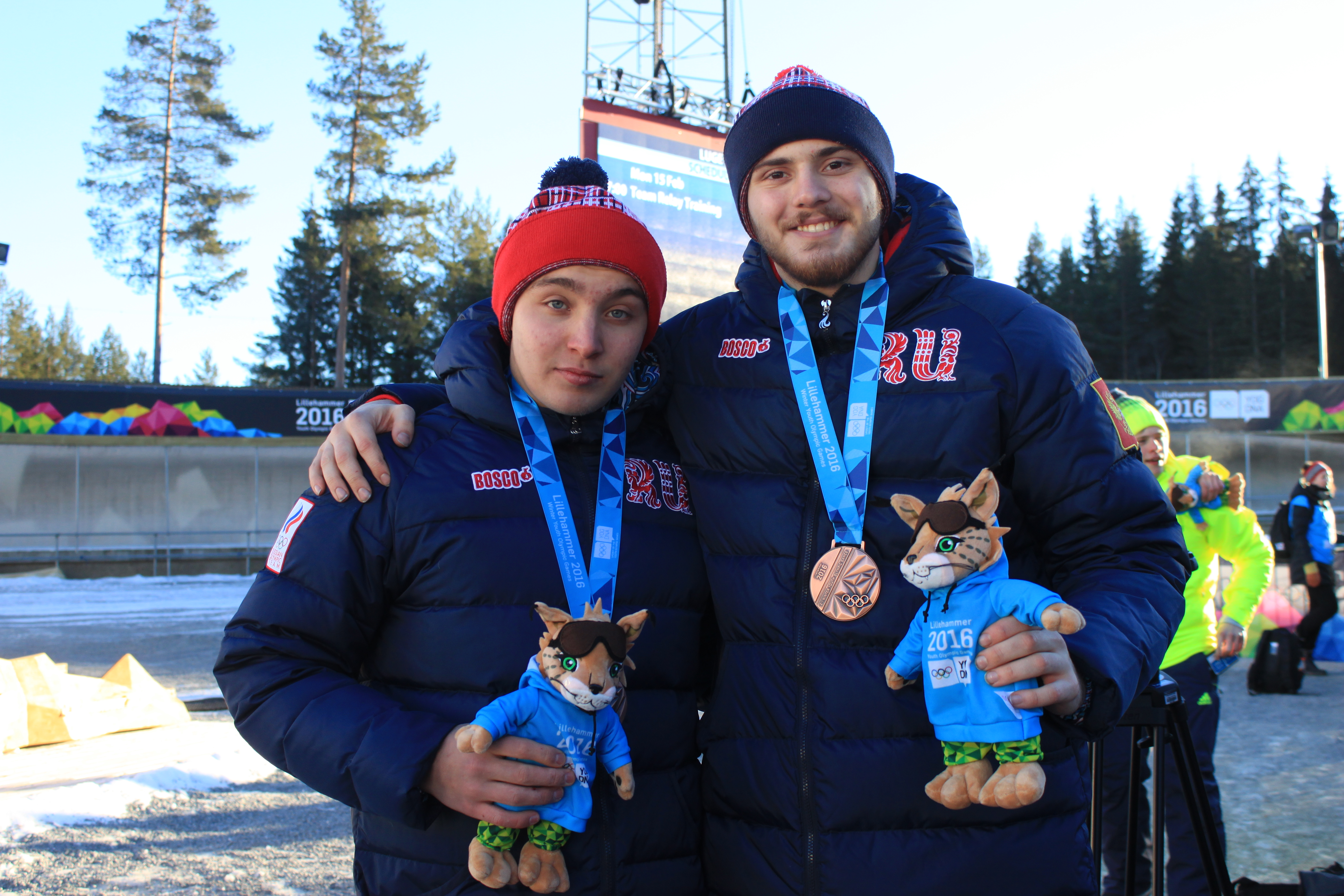
Vsevolod Kaškin (a destra) e Konstantin Koršunov, vincitori della medaglia di bronzo

Nello slittino ai II Giochi olimpici giovanili invernali di Lillehammer 2016 la gara del doppio si è tenuta il 15 febbraio a Lillehammer, in Norvegia, sulla pista olimpica omonima.
Questa edizione dei Giochi è stata l'ultima ospitante una gara di doppio ambosessi come avviene in tutte le altre competizioni di slittino. A partire dalla rassegna di Losanna 2020 verrà infatti istituita la separazione di genere per la competizione del doppio, e la stessa sarà sostituita da due gare distinte: una per le ragazze e una per i ragazzi.
Hanno preso parte alla competizione 26 atleti in rappresentanza di 13 differenti nazioni. La medaglia d'oro è stata conquistata dalla coppia italiana formata da Felix Schwarz e Lukas Gufler, davanti a quella tedesca composta da Hannes Orlamünder e Paul Gubitz, medaglia d'argento, e a quella russa costituita da Vsevolod Kaškin e Konstantin Koršunov, bronzo.

## Risultato
| Pos. | Pett. | Atleti                                   | Nazione     | 1ª manche | 2ª manche | Totale   | Distacco |
| ---- | ----- | ---------------------------------------- | ----------- | --------- | --------- | -------- | -------- |
|      | 8     | Felix Schwarz Lukas Gufler               | Italia      | 52"200    | 52"060    | 1'44"260 | –        |
|      | 10    | Hannes Orlamünder Paul Gubitz            | Germania    | 52"599    | 52"515    | 1'45"114 | +0"854   |
|      | 3     | Vsevolod Kaškin Konstantin Koršunov      | Russia      | 52"896    | 52"376    | 1'45"272 | +1"012   |
| 4    | 11    | Vasile Marian Gîtlan Flavius Ion Crăciun | Romania     | 52"772    | 52"707    | 1'45"479 | +1"219   |
| 5    | 9     | Matt Riddle Adam Shippit                 | Canada      | 53"046    | 52"909    | 1'45"955 | +1"695   |
| 6    | 4     | Tomáš Vaverčák Matej Zmij                | Slovacchia  | 53"405    | 53"663    | 1'47"068 | +2"808   |
| 7    | 5     | Jakob Schmid Juri Gatt                   | Austria     | 53"699    | 53"883    | 1'47"582 | +3"322   |
| 8    | 7     | Duncan Biles Alanson Owen                | Stati Uniti | 54"056    | 54"068    | 1'48"124 | +3"864   |
| 9    | 1     | Aksels Tupe Kaspars Šļahota              | Lettonia    | 54"350    | 53"819    | 1'48"169 | +3"909   |
| 10   | 2     | Artur Zubel Daniel Rola                  | Polonia     | 54"395    | 54"147    | 1'48"542 | +4"282   |
| 11   | 6     | Roman Jefremov Denis Tat'jančenko        | Kazakistan  | 54"235    | 54"725    | 1'48"960 | +4"700   |
| 12   | 12    | Filip Vejdělek Zdeněk Pěkný              | Rep. Ceca   | 54"371    | 54"608    | 1'48"979 | +4"719   |
| 13   | 13    | Andrij Lysec'kyj Myroslav Levkovyč       | Ucraina     | 57"218    | 53"749    | 1'50"967 | +6"707   |

Data: Lunedì 15 febbraio 2016

Ora locale 1ª manche: 13:00

Ora locale 2ª manche: 14:00

Pista: Pista Olimpica di Lillehammer

Legenda:
- Pos. = posizione
- Pett. = pettorale
- in grassetto: miglior tempo di manche